# Promenade Jacques-Delors
La promenade Jacques‑Delors est une voie parisienne située sur le terre-plein central du boulevard de la Villette, à cheval sur les 10e et 19e arrondissements de Paris, en France.

## Situation et accès
Elle commence à l'intersection des Rue du Faubourg-du-Temple et Rue de Belleville, et se termine à la Rue du Buisson-Saint-Louis. Elle longe le boulevard de la Villette et se situe à proximité immédiate de la station de métro Belleville.

## Origine du nom
La promenade rend hommage à Jacques Delors (1925–2023), économiste et homme politique français.

## Historique
Par délibération du 6 juin 2025, la voie prend la dénomination de « Promenade Jacques Delors ».